# سیارک ۲۴۶۲
سیارک ۲۴۶۲ (به انگلیسی: 2462 Nehalennia، نامگذاری:6578P-L) دو هزار و چهارصد و شصت و دومین سیارک کشف شده‌است که در ۲۴ سپتامبر ۱۹۶۰ کشف شد.
قدر مطلق سیارک برابر ۱۴٫۱۰ است.